# Diego Alves
Diego Alves Carreira (* 24. Juni 1985 in Rio de Janeiro) ist ein brasilianischer Fußballtorhüter, welcher derzeit bei Celta Vigo unter Vertrag steht.

## Karriere

### Verein
Diego Alves startete seine Karriere als Profifußballer im Jahre 2004 bei seinem Jugendverein Atlético Mineiro. Mit 19 Jahren gab er bereits sein Debüt im Tor des Erstligisten. Nach drei Spielzeiten, in denen er sein Talent in Brasilien andeuten konnte, wurde Diego Alves vom spanischen Erstligaaufsteiger UD Almería verpflichtet.
Ursprünglich sollte Diego Alves hinter dem vom FC Sevilla ausgeliehenen David Cobeño nur als Ersatztorhüter fungieren, da dieser jedoch immer wieder mit groben Patzern von sich reden machte, bekam der junge Brasilianer die Chance sein Können in der Primera División unter Beweis zu stellen und tat dies hervorragend als erster brasilianischer Torwart im spanischen Profifußball.
Zur Saison 2011/12 wechselte Diego Alves zum FC Valencia, wo er einen Einjahresvertrag unterschrieb.
2017 wechselte er zu Flamengo Rio de Janeiro. Dort gab er am 30. Juli 2017 sein Debüt beim 1:1-Unentschieden gegen Corinthians SP. Mit dem Klub gewann er am 23. November 2019 2019 die Copa Libertadores. Einen Tag später fiel in der brasilianischen Meisterschaft 2019 die Vorentscheidung zu Gunsten von Flamengo und Diego Alves konnte auch diesen Titel feiern. Am 19. Oktober 2022 konnte Alves mit dem Klub den Copa do Brasil 2022 gewinnen. Am 29. Oktober folgte der Sieg in der Copa Libertadores 2022. Am 12. November 2022, dem 38. und letztem Spieltag der Série A 2022, wurde er in der 65. Minute ausgewechselt. Dieses war sein letztes Spiel für Flamengo.
Anfang Februar 2023 unterzeichnete Alves einen neuen Kontrakt bei Celta Vigo.

### Nationalmannschaft
Für die Olympischen Sommerspiele 2008 wurde Alves erstmals in den Kader einer brasilianischen Auswahlmannschaft berufen. Nachdem er den Copa América 2015 wegen einer Knieverletzung verpasst hatte, nahm er mit der brasilianischen Fußballnationalmannschaft am Copa América Centenario 2016 teil, blieb jedoch ohne Einsatz.

## Erfolge
Flamengo
- Taça Guanabara: 2018, 2020
- Taça Rio: 2019
- Staatsmeisterschaft von Rio de Janeiro: 2019, 2020
- Copa Libertadores: 2019, 2022
- Brasilianischer Meister: 2019, 2020
- Supercopa do Brasil: 2020, 2021
- Recopa Sudamericana: 2020
- Copa do Brasil: 2022

Brasilien
- Bronzemedaille beim olympischen Fußballturnier: 2008

## Auszeichnungen
- Bola de Prata: 2019[3]